# Языковая категория
Языкова́я катего́рия — группа, совокупность, класс языковых явлений (единиц), объединяемых общим признаком или свойством. Десять категорий Аристотеля были положены в основу традиционно классификации слов на части речи. Понятийные категории рассматриваются как основания сводимости языков при их сопоставлении; скрытые категории О. Есперсена, И. И. Мещанинова и других исследователей положены в основу многих лингвистических теорий (например, гипотезы лингвистической относительности Сепира-Уорфа, «скрытой грамматики» С. Д. Кацнельсона и др.); грамматические категории и способы их выражения составляют специфику каждого языка.
Языковая категория может быть как смысловой (семантической, содержательной), так и формальной («план выражения» по Л. Ельмслеву). Категории часто открыты для добавления новых единиц (например, содержательная диминутив: «домик», «собачка», «беленький» … или формальная переходный глагол: «ловить кота», «покупать хлеб», «раздавать обещания» …), но встречаются и «закрытые» с небольшим числом единиц (например, содержательная родственники: «отец», «мать», «сын», «дочь» …, формальная глухие согласные). Для замкнутых формальных категорий часто применяется термин «класс».
Абстрагирование категории от единиц конкретного языка позволяет изучать языки в сравнении: например, категория рода может включать три подзначения (мужской, женский, средний — как в русском и немецком языках), два (мужской и женский, как в арабском и французском), или вовсе отсутствовать (английский, венгерский). Общие для всех языков категории (время, пространство, количество, качество, принадлежность) являются понятийными (О. Есперсен), то есть отражают окружающий мир и потому изучаются когнитивной лингвистикой.
Семиотика выделяет два типа категорий: номинативные и синтаксические. Номинативные соответствуют семантике языковых знаков, то есть имеют отношение к предметам внеязыковой действительности (например, категория количества требует понятия подсчёта). Синтаксические категории (например, падеж) не связаны напрямую со знаками, а отражают отношение между ними: «подошёл к дому» (дательный падеж) – «вышел из дома» (родительный падеж).